# Candia
För andra betydelser, se Candia (olika betydelser).
Candia är en kommun (town) i Rockingham County i delstaten New Hampshire, USA med 4 013 invånare (2020). 

## Kända personer från Candia
- Frederick Smyth, politiker